# Spinotocepheus javensis
Spinotocepheus javensis är en kvalsterart som beskrevs av Hammer 1981. Spinotocepheus javensis ingår i släktet Spinotocepheus och familjen Tetracondylidae. Inga underarter finns listade i Catalogue of Life.